# سنگ‌نگاره گودرز
سنگ‌نگاره گودرز (کتیبه گودرز) پیکره تراشی است که گودرز یکی از شاهان اشکانی بر دامنهٔ کوه بیستون از خود بر جای گذاشته است. در این اثر، پیکره گودرز به سیمای سواری زره‌پوش بر اسبی سواره شده و با نیزه بلند به سواری دیگر حمله کرده و او را از اسب واژگون کرده‌است.
این نقش برجسته کنار نقش برجسته مهرداد دوم پادشاه دیگر اشکانی کنده شده‌است. یک کتیبه یونانی بالای این نقش برجسته این سوار زره‌پوش اشکانی را «گودرز پسر گیو» معرفی کرده‌است.
دیدگاه عمومی این است که گودرزی که اینجا معرفی شده همان گودرز دوم اشکانی است بر مهرداد یکی از رقیبانش و نیز بر کاسیوس سردار رومی پیروز شده بود.
در بالای سر گودرز نقشی است که به عقیدهٔ یونانیان نیکه رب‌النوع پیروزی در فرهنگ یونان باستان است.
اما دیدگاهی دیگر این گودرز را همان گودرز یکم می‌داند که در اواخر پادشاهی مهرداد دوم در بابل به نام خود سکه زده و در نقش برجسته مهرداد دوم در بیستون «شهربان شهربانان» خوانده شده‌است.
بخشی از این اثرتوسط ساخت کتیبه شیخ‌علی‌خان زنگنه از بین رفته‌است.